# Andrea Cesalpino

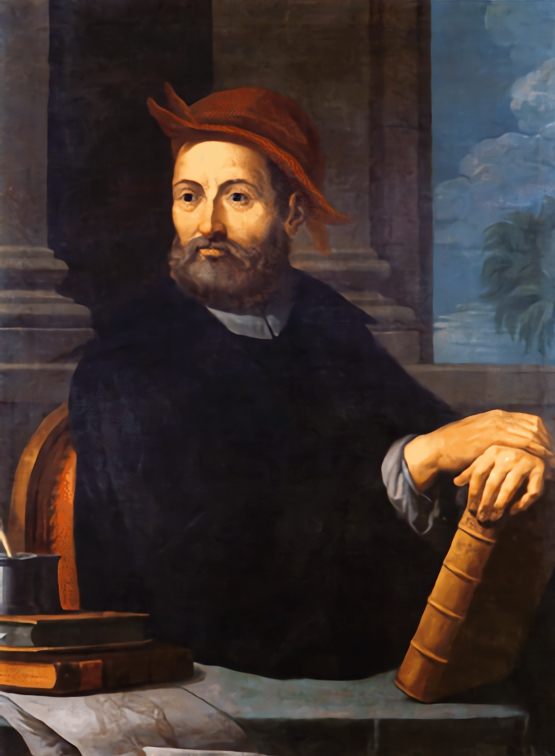
Andrea Cesalpino

Andrea Cesalpino (n. 6 iunie 1519 - d. 23 februarie 1603) a fost medic, filozof și botanist italian.

## Biografie
S-a născut în Arezzo, Toscana. După absolvirea studiilor (1551) la Universitatea din Pisa, unde i-a avut ca profesori pe Realdo Colombo la medicină și Luca Ghini la botanică, a predat o perioadă filozofie, medicină și botanică la această universitate.
În 1554 (după alte surse, 1555), ajunge profesor de medicină și director al Grădinii Botanice din Pisa, succedându-l pe Luca Ghini, funcție pe care o va deține până în 1558.
Mai târziu, este chemat la Roma pentru a preda medicina, apoi devine medicul personal al papei Clement al VIII-lea. Până la sfârșitul vieții, va rămâne profesor la Universitatea La Sapienza din Roma.

## Opera

### Filozofie
În acest domeniu, Cesalpino se manifestă ca un filozof profund. Stilul scrierilor sale este în aparență greoi, datorită stilului scolastic ce marca, pe atunci, întreaga epocă. Totuși, întrezărim pasaje de o rară frumusețe. Cunoștea pe Aristotel în profunzime, era influențat și de Averroes și mergea pe linia panteismului, promovat, un secol mai târziu, de Baruch Spinoza.
Cea mai importantă scriere a sa în domeniul filozofic este Quaestionum peripateticarum libri V.
Deși s-a manifestat drept catolic fervent, în nenumărate rânduri a fost acuzat de ateism.

### Medicină
Cercetările sale în domeniul circulației sângelui au ajuns la un nivel înalt de cunoaștere și, deși sunt anterioare elaborării de către William Harvey a teoriei circulației sanguine, aceste investigații au rămas aproape subestimate și subevaluate.
Aceste studii ale lui Cesalpino apar în lucrările sale: Quæstionum peripateticarum și Quaestionum medicarum libri duo

### Botanică
Cea mai valoroasă operă a sa în acest domeniu este De plantis libri XVI (1583) și aceasta mai ales deoarece a fost scrisă cu aproape două secole mai înainte ca naturalistul Carl Linné (1707 - 1778) să elaboreze celebra sa taxonomie. Această carte conține prima clasificare a plantelor după tipul fructelor, bazată pe studii îndelungate efectuate asupra exemplarelor din vasta sa colecție (celebrul său ierbar, unul dintre primele din lume de o asemenea amploare). De altfel, chiar marele savant suedez îl consideră primul sistematist.

### Scrieri
- Quaestionum Peripateticarum Libri V. Veneția, 1771
- Daemonum investigatio peripatetica in qua explicatur locus Hippocratis in Progn. Si quid divinum in morbis habetur. Florența, 1580
- De plantis libri XVI. Florența, Roma, 1580 - 1603
- De metallicis libri III. Roma, 1596
- Artis Medicae. Roma, 1601
- Appendix ad libros de plantis et quaestiones peripateticas. Roma, 1603
- Quaestionum medicarum libri duo, 1593.